# ۴۵۹ (قمری)
۴۵۹ (قمری)، چهارصد و پنجاه و نهمین سال در گاهشماری هجری قمری است. اول محرم این سال برابر با بیست و هشتم نوامبر سال ۱۰۶۶ میلادی است.

## رویدادها
- تأسیس مدرسه نظامیه بغداد به دستور خواجه نظام‌الملک طوسی